# Josef Zilliken

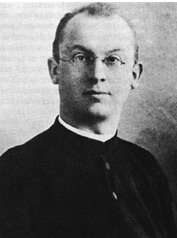
Pfarrer Josef Zilliken, 1910

 Josef Kaspar Zilliken (* 17. September 1872 in Mayen; † 3. Oktober 1942 in Dachau) war ein deutscher römisch-katholischer Priester der Diözese Trier, Verfolgter des NS-Regimes, Häftling in den Konzentrationslagern Buchenwald, Sachsenhausen und Dachau sowie Opfer der NS-Willkür.

## Leben
Josef Zilliken kam als Sohn des Uhrmachers Friedrich Zilliken und dessen Gattin Margaretha geb. Klee, in Mayen zur Welt. In seiner Heimatstadt besuchte er von 1884 bis 1888 das Progymnasium, von 1888 bis 1891 das Gymnasium in Prüm und zuletzt das Kaiserin-Augusta-Gymnasium in Koblenz, wo er 1894 seine Reifeprüfung ablegte. Danach studierte Zilliken Philosophie und Katholische Theologie am Bischöflichen Priesterseminar in Trier.
Am 26. März 1898 erhielt er von Bischof Michael Felix Korum die Priesterweihe. Er wirkte als Kaplan in Sulzbach/Saar, ab 1901 als Pfarrer von Wolfersweiler und von 1905 bis 1922 in der gleichen Funktion in Thalexweiler. Anfang des Jahres 1922 avancierte er zum Pfarrer von Prüm und bald darauf zum Dechanten.

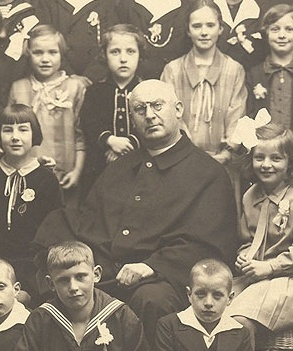
Pfarrer Josef Zilliken im Kreis von Erstkommunionkindern, 1918

Der sehr heimatverbundene und kirchentreue Priester engagierte sich nachhaltig gegen die Separatistenbewegung, die das linke Rheinland von Deutschland abtrennen wollte. Ebenso strikt wandte er sich gegen den aufkommenden Nationalsozialismus. Bereits 1932 beschwerte sich der als Zahnarzt in Prüm ansässige, spätere NSDAP-Kreisleiter über Josef Zilliken, da sich dieser öffentlich gegen Hitler und seine Bewegung wandte. Bald erhielt er eine Anzeige wegen Verweigerung des deutschen Grußes; eine dreimonatige Gefängnisstrafe wegen angeblicher Beleidigung des NS-Chefideologen Alfred Rosenberg, in der Silvesterpredigt 1934, wurde zur Bewährung ausgesetzt. Um die Pfarrei nicht zur Zielscheibe der örtlichen NS-Funktionäre werden zu lassen, ersuchte er Bischof Franz Rudolf Bornewasser um seine Versetzung. Zum 17. Dezember 1937 übernahm Josef Zilliken die kleine Pfarrei Wassenach, nahe dem Laacher See. Auch dort trat der Priester weiterhin unerschrocken gegen den Nationalsozialismus auf, was zu Gestapo-Verhören und diversen Strafbefehlen führte.
Am Nachmittag des 27. Mai 1940 saßen Pfarrer Josef Zilliken und sein politisch gleichgesinnter Konfrater Johannes Schulz aus Nickenich auf der Terrasse des Gasthauses Waldfrieden bei Maria Laach, als plötzlich Hermann Göring mit Gefolge dort als Gast erschien. Während die anderen Anwesenden sofort aufstanden und den Marschall mit dem Hitlergruß grüßten, nahmen die beiden Priester von den Vorgängen keine Notiz und ignorierten Göring.
Noch am gleichen Abend wurden beide Pfarrer verhaftet. Im Juni und Juli 1940 saßen sie im KZ Buchenwald ein, von August bis Dezember des Jahres im KZ Sachsenhausen. Ende 1940 überstellte man sie in den Pfarrerblock des KZ Dachau. Als besondere Schikane mussten die zwei Geistlichen dort ständig mit zum Hitlergruß erhobenem Arm an einer auf eine Stange gesteckten Uniformmütze (Gesslerhut) vorbeimarschieren, die Göring symbolisieren sollte. Ebenso hatten sie unzählige Male auf eine Schiefertafel zu schreiben: „Jeder Deutsche ist verpflichtet, den Reichsmarschall zu grüßen.“
Ab Frühjahr 1942 musste auch der fast 70-jährige Zilliken bis zur völligen Entkräftung Zwangsarbeit verrichten, dazu kamen Nahrungsentzug, Quälereien und Prügelstrafen. Gnadengesuche des Trierer Generalvikars Heinrich von Meurers hinsichtlich des betagten Priesters blieben erfolglos. Als Josef Zilliken körperlich am Ende war, meldete er sich auf die Krankenstation von Dachau. In der Ahnung, von dort nicht mehr zurückzukehren, ließ er sich zuvor in der Lagerkapelle die Sterbesakramente spenden und bat darum, seine Pfarrangehörigen nochmals von ihm zu grüßen und sie in seinem Namen zu ermahnen, stets loyal zur katholischen Kirche zu stehen und im Glauben fest zu bleiben.

## Tod und Gedenken

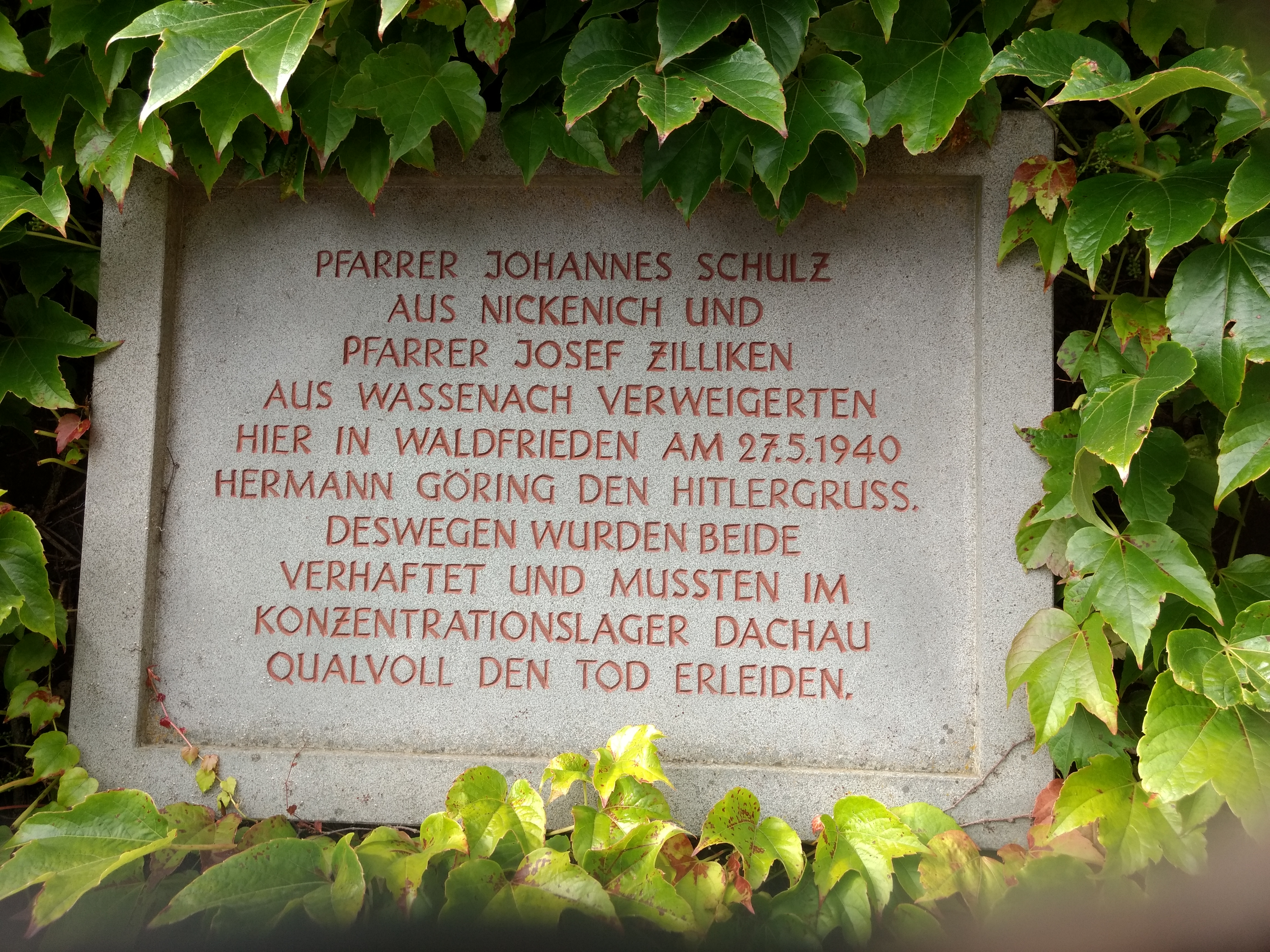
Gedenktafel am Gasthaus Waldfrieden

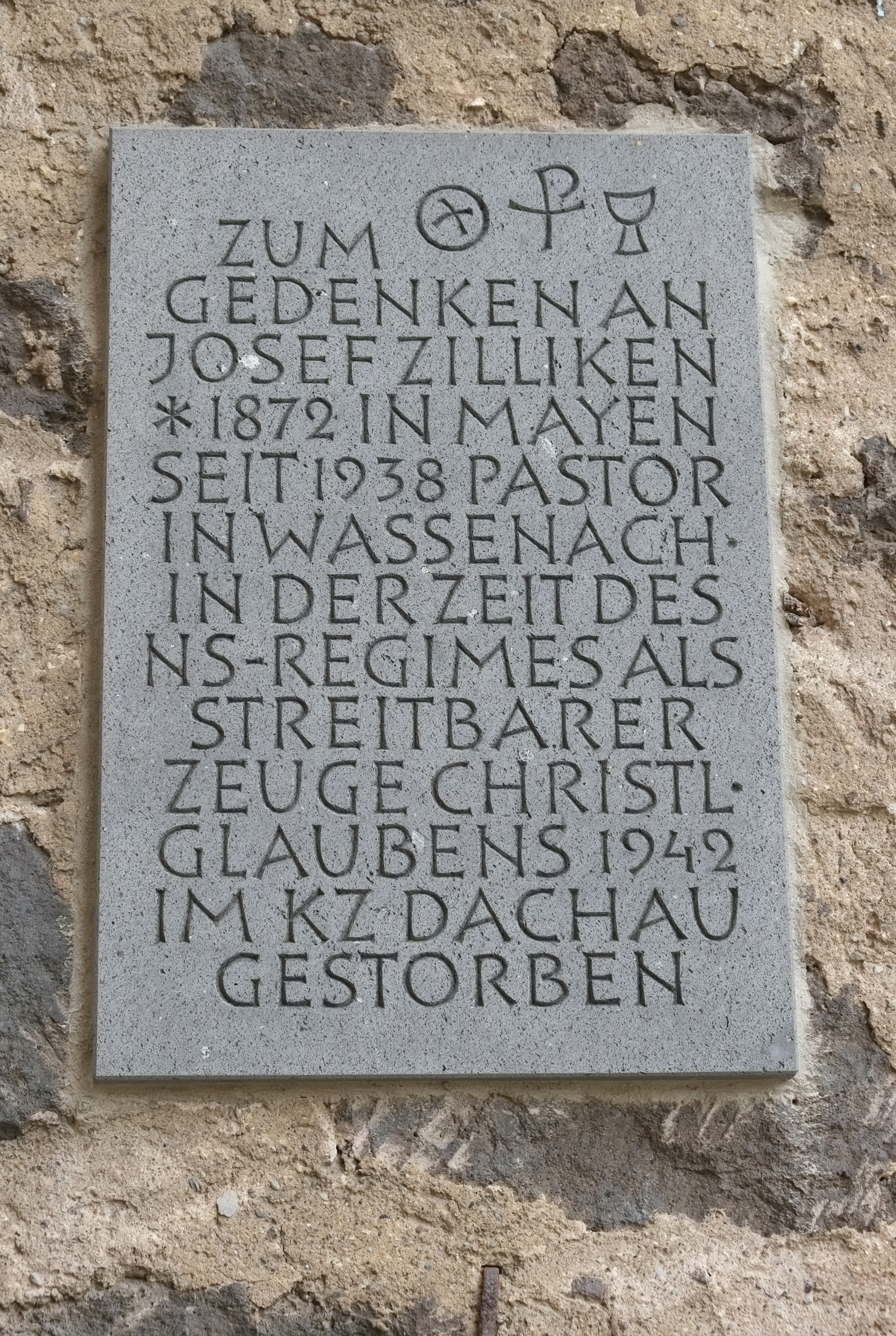
Gedenktafel für Josef Zilliken an der Kirche St. Remigius in Wassenach

Zilliken starb am 3. Oktober 1942, die offizielle Todesursache lautete „Herz-Kreislauf-Versagen in Verbindung mit einer Lungentuberkulose“. Sein Leichnam wurde eingeäschert.
Zehn Tage nach seinem Tod feierte man in der Pfarrkirche von Wassenach, im Beisein von 60 Geistlichen und unter großer Anteilnahme der Bevölkerung, ein Requiem für den Priester. Seine Urne bestattete man im November des Jahres auf dem Gemeindefriedhof. Nach dem Ende der NS-Herrschaft bettete man die Überreste in die Mitte des dortigen Priestergräberfeldes um und benannte in Wassenach eine Straße nach ihm.
Die katholische Kirche hat Dechant Josef Zilliken als Glaubenszeugen in das deutsche Martyrologium des 20. Jahrhunderts aufgenommen.
Lange bestanden Zweifel, ob die Verhaftung der beiden Pfarrer tatsächlich auf Göring selber zurückging, oder ob das Vorkommnis im Gartenlokal nur der willkommene Aufhänger für übereifrige Lokalpolitiker war, die beiden unliebsamen Geistlichen loszuwerden. In einem erst seit jüngster Zeit zugänglichen NKWD-Geheimdienstprotokoll, wurden Vernehmungsaussagen von Hitlers persönlichem Adjutanten Otto Günsche und seinem Kammerdiener Heinz Linge festgehalten. Darin befindet sich – als geschichtliche Randbemerkung – eine Passage über ein Treffen Hitlers mit Göring, im Juni 1940. Dort heißt es u. a.:

„Auch Göring war in Hochstimmung. Beim Warten auf den Wagen vor dem Unterstand schilderte er Hitler sein jüngstes ‚Abenteuer‘. Einige Tage zuvor war er in einem Lokal am Rhein gewesen. Alle Gäste seien aufgestanden, nur zwei katholische Priester nicht. ‚Denen habe ich es aber gezeigt. Ich habe sie ins KZ geschickt,‘ sagte Göring lachend, ‚und habe befohlen, dort eine Stange mit einer alten Mütze von mir aufzustellen. Jetzt müssen sie jeden Tag daran vorbeimarschieren und den nationalsozialistischen Gruß üben.‘“

Am Ort des dramatischen Geschehens, dem Gasthaus Waldfrieden, brachte man im Sommer 2010 eine Gedenktafel an, welche die Bischöfe Felix Genn sowie Stephan Ackermann enthüllten. Bischof Genn stammt aus Wassenach, dem letzten Dienstort von Josef Zilliken, Bischof Ackermann ist in Nickenich aufgewachsen, der letzten Pfarrstelle von Johannes Schulz.